# Бирсана (комуна)
Бирсана (рум. Bârsana) — комуна у повіті Марамуреш в Румунії. До складу комуни входять такі села (дані про населення за 2002 рік):
- Бирсана (4270 осіб) — адміністративний центр комуни
- Ненешть (533 особи)

Комуна розташована на відстані 407 км на північ від Бухареста, 39 км на північний схід від Бая-Маре, 120 км на північ від Клуж-Напоки.

## Населення
За даними перепису населення 2002 року у комуні проживали 6352 особи.
Національний склад населення комуни:
| Національність | Кількість осіб | Відсоток |
| -------------- | -------------- | -------- |
| румуни         | 6342           | 99,8%    |
| українці       | 6              | 0,1%     |
| угорці         | 4              | 0,1%     |

Рідною мовою назвали:
| Мова       | Кількість осіб | Відсоток |
| ---------- | -------------- | -------- |
| румунська  | 6345           | 99,9%    |
| українська | 5              | 0,1%     |
| угорська   | 2              | < 0,1%   |

Склад населення комуни за віросповіданням:
| Релігія                                       | Кількість осіб | Відсоток |
| --------------------------------------------- | -------------- | -------- |
| православні                                   | 5509           | 86,7%    |
| греко-католики                                | 497            | 7,8%     |
| п'ятдесятники                                 | 197            | 3,1%     |
| не релігійні                                  | 8              | 0,1%     |
| баптисти                                      | 6              | 0,1%     |
| адвентисти                                    | 5              | 0,1%     |
| бретрени                                      | 5              | 0,1%     |
| римо-католики                                 | 2              | < 0,1%   |
| лютерани (Синодально-пресвітеріанська церква) | 1              | < 0,1%   |
| атеїсти                                       | 1              | < 0,1%   |
| не вказали релігію                            | 7              | 0,1%     |